# Väike Emajõgi
Le Väike Emajõgi est un cours d'eau dans le comté de Valga au sud de l'Estonie.

## Description
Le Väike Emajõgi prend sa source dans la crête d'Otepää dans le lac Pühajärv. 
Il se jette dans le lac Võrtsjärv à sa pointe sud.
Son principal affluent est la rivière Pedeli. Les autres affluents sont les rivières Visula et Arnu.
Le cours d'eau est long de 82 kilomètres et le bassin versant du Väike Emajõgi à une superficie d'environ 1 380 km2.
La source de la rivière est à 115 mètres d'altitude et son embouchure à 34 mètres d'altitude, donc la rivière a un dénivelé de 81 mètres soit 0,98 mètre par kilomètre. 
La rivière a une largeur de 3 mètres dans son cours supérieur et jusqu'à 120 mètres dans son cours inférieur.

## Histoire
Historiquement, il n'y avait que des roues à aubes sur les tronçons supérieurs de la rivière en raison de la faible pente dans les tronçons inférieurs. Une carte de 1796 indique sept moulins. Le mausolée de la famille Michel Barclay de Tolly a été construit en 1823 près de la vallée de la rivière près du village de Jõgeveste (municipalité de Helme).

## Galerie

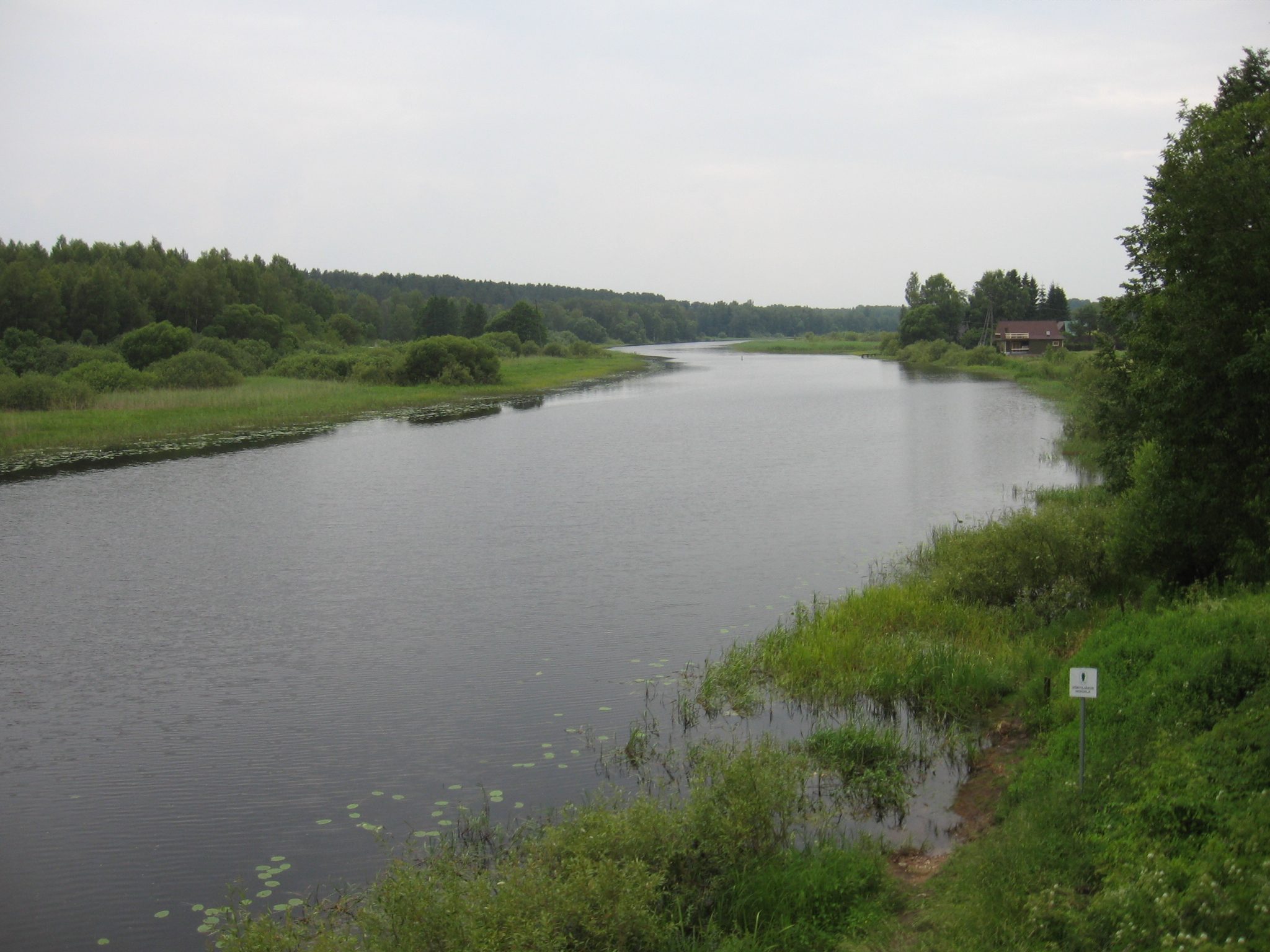
Le Väike Emajõgi.
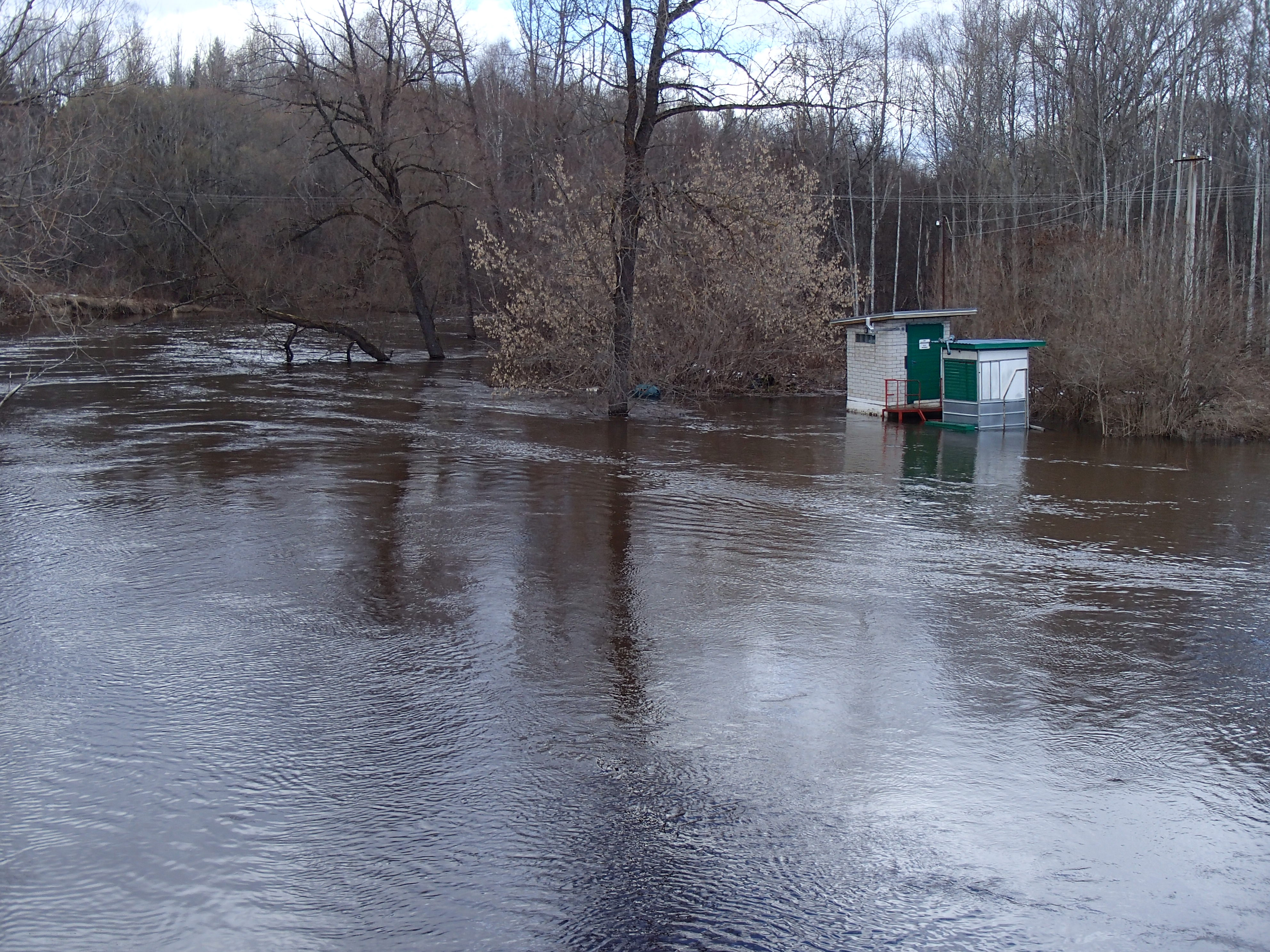
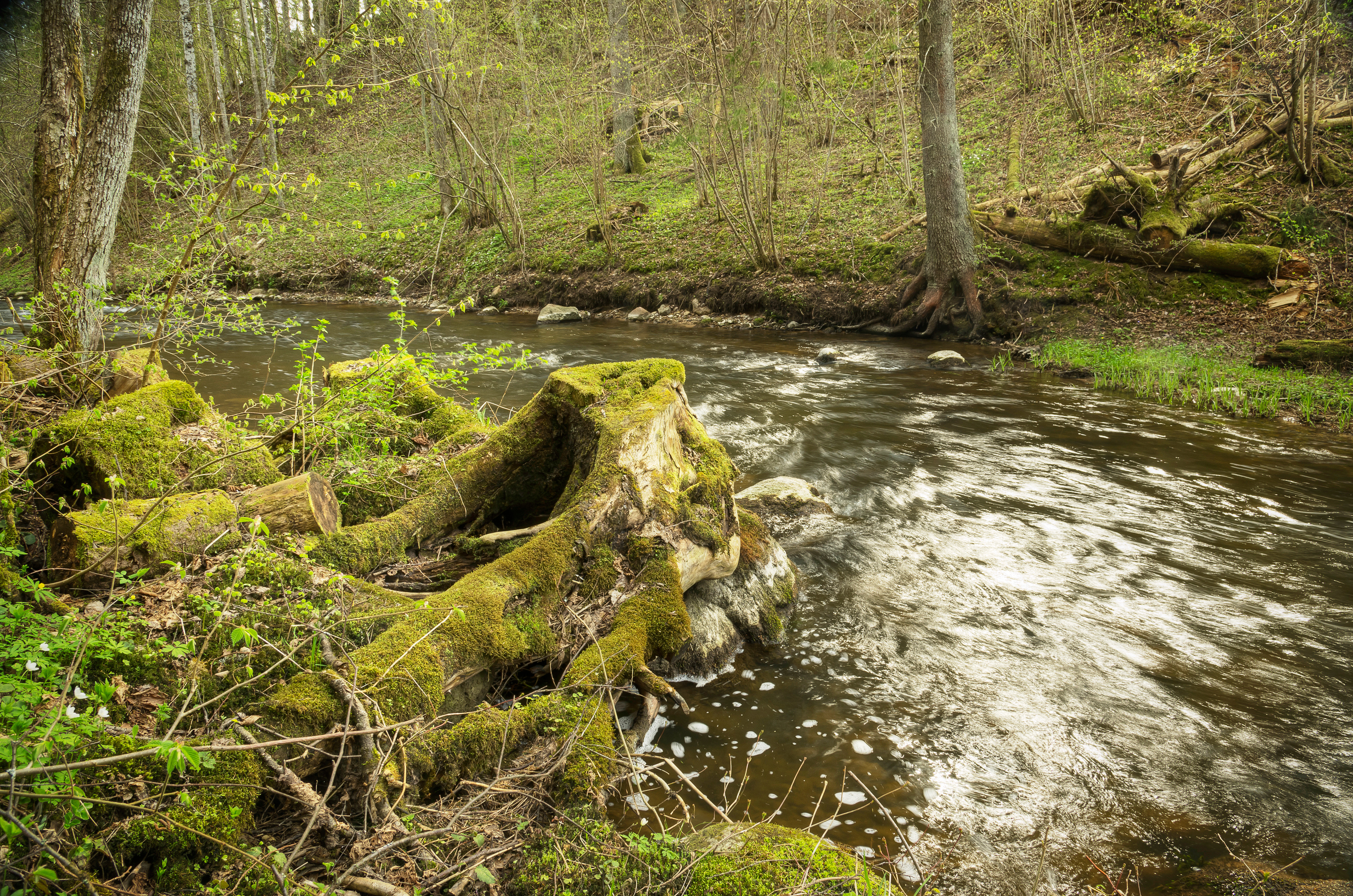
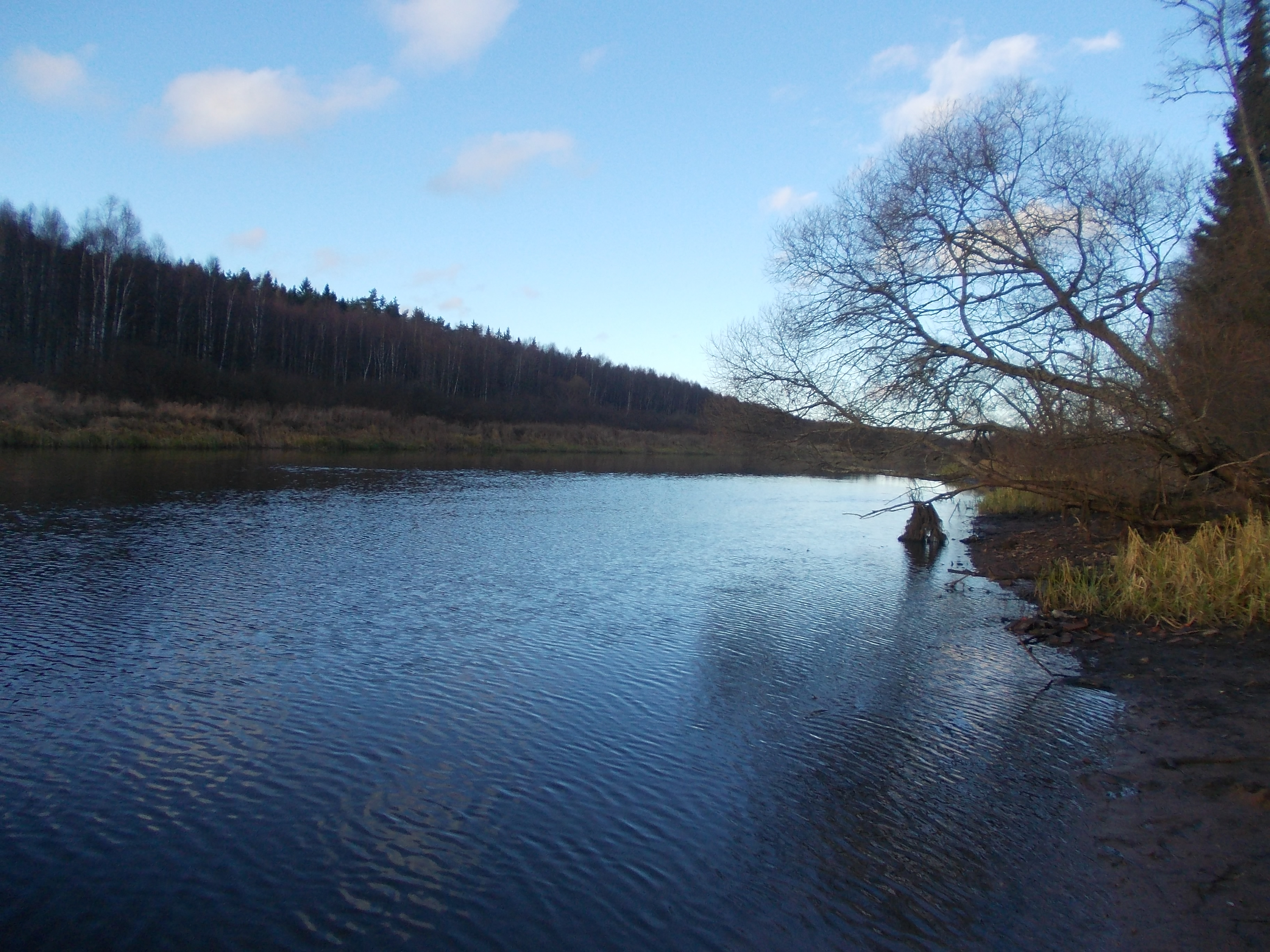

### Articles  connexes
- Liste des cours d'eau de l'Estonie